# Astronomia observacional

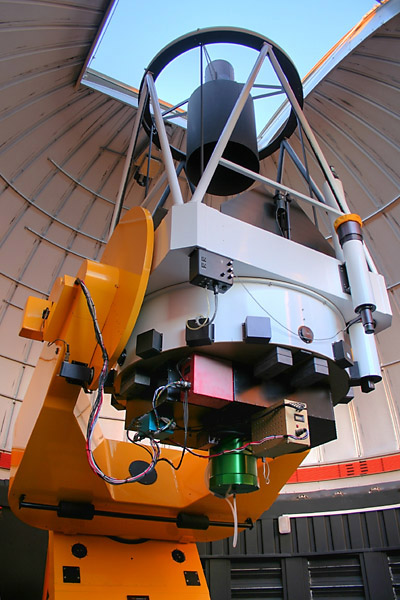
El telescopi polonès d'1,3 metres a l'observatori xilè de Las Campanas

L'astronomia observacional és una divisió de la ciència astronòmica que es dedica a la gravació de dades, en contrast amb l'astrofísica teòrica, que se centra principalment en la recerca de les implicacions mesurables de física models. La majoria de processos astrofísics no poden ser recreats en els laboratoris de la Terra. En qualsevol cas, existeix una gran varietat d'objectes astronòmics visibles al llarg de tot l'espectre electromagnètic. L'estudi d'aquests objectes mitjançant l'adquisició passiva de dades és l'objectiu de l'astronomia observacional.
L'equip i les tècniques necessàries per estudiar un fenomen astrofísic poden variar moltíssim. Molts fenòmens astrofísics d'interès només poden ser estudiats mitjançant l'ús de tecnologia molt avançada i simplement no es coneixien fins molt recentment.
La majoria d'observacions astrofísiques es realitzen utilitzant l'espectre electromagnètic.
- La radioastronomia estudia radiacions amb una longitud d'ona major que uns pocs mil·límetres. Les ones de ràdio solen ser originades per objectes freds, incloent-hi gas interestel·lar i núvols de pols. La radiació còsmica de microones de fons és la llum del big-bang amb un corriment roent. Els púlsars van ser detectats per primera vegada a través de microones. L'estudi d'aquestes ones requereixen radiotelescopis molt grans.
- L'astronomia infraroja estudia les radiacions amb longituds d'ona massa llargues per ser visibles però més curtes que les ones de ràdio. Les observacions infraroges solen realitzar-se amb telescopis similars als telescopis òptics habituals. Objectes més freds que els estels (com a planetes) s'estudien normalment a freqüències infraroges.

- L'astronomia òptica és el tipus més antic d'astronomia. Els instruments més comuns són telescopis i espectroscopis. L'atmosfera terrestre interfereix en major o menor mesura amb les observacions òptiques, així que s'utilitzen òptiques adaptatives i telescopis espacials per obtenir la major qualitat d'imatge possible. En aquest rang, els estels són altament visibles, i poden observar-se espectres químics per estudiar la composició química d'estels, galàxies i nebulosas.
- L'astronomia amb rajos ultraviolats, rajos X i rajos gamma estudien processos molt energètics com púlsars binaris, forats negres, magnetars i molts altres. Aquests tipus de radiació no travessen l'atmosfera terrestre, per la qual cosa són estudiats des de telescopis espacials com RXTE, l'Observatori de raigs X Chandra i l'Observatori de raigs gamma Compton.

A part de la radiació electromagnètica, poques coses originades a grans distàncies poden observar-se des de la Terra. S'han construït observatoris d'ones gravitacionals, però aquestes són extremadament difícils de detectar. També han estat construïts observatoris de neutrins, principalment per a l'estudi del nostre propi Sol. Es poden observar raigs còsmics, consistents en partícules de gran energia col·lidint amb l'atmosfera terrestre.
Les observacions poden variar també segons l'escala de temps. La majoria d'observacions òptiques porten de diversos minuts a hores, de manera que els fenòmens que canvien més ràpidament no poden ser fàcilment observats. De qualsevol manera, les dades històriques d'alguns objectes estan disponibles des de fa segles o mil·lennis. D'altra banda, les observacions a través de radi poden examinar esdeveniments en escales de mil·lisegons o combinar anys de dades. La informació obtinguda des de diferents escales de temps és molt diferent.
L'estudi del nostre Sol ocupa un lloc especial en l'astrofísica observacional. A causa de les enormes distàncies de la resta d'estrelles, el Sol pot ser observat des d'un lloc privilegiat incomparable al de cap altra estrella. La comprensió del nostre propi Sol serveix de guia per a la comprensió d'altres estrelles.
La forma en què canvien els estels, o evolució estel·lar, sol representar-se col·locant les diferents varietats d'estels en les seves respectives posicions del diagrama Hertzsprung-Russell, que mostra els diferents estats d'un objecte estel·lar, des del seu naixement fins a la seva mort. La composició material dels objectes astronòmics pot ser examinada utilitzant:
- Fotometria
- Espectroscòpia
- Radioastronomia
- Observatori astronòmic